# Pityusa Rupes
Pityusa Rupes és una formació geològica de tipus rupes a la superfície de Mart, localitzada amb el sistema de coordenades planetocèntriques a -60.65 latitud N i 32.03 ° longitud E, que fa 430.14 km de diàmetre. El nom va ser aprovat per la UAI l'any 1985 i fa referència a una característica d'albedo localitzada a 58 latitud S i 319 ° longitud O.